# Peacock Theater
Peacock Theater, tidigare Nokia Theatre och Microsoft Theater, är en inomhusarena, för främst konserter, i Los Angeles, Kalifornien i USA. Den har en publikkapacitet på 7 100 sittplatser.
Inomhusarenan uppfördes 2007 till en totalkostnad på 120 miljoner amerikanska dollar. Den genomgick en mindre renovering 2010 och en större 2015–2016.